# Autoritratto (Sartorio)
Autoritratto è un dipinto ad olio su tela di Giulio Aristide Sartorio, realizzato nel 1915 circa.

## Contesto biografico
Nel 1915 il pittore è al massimo della famaː da qualche anno ha completato il grande Fregio della nuova Aula dei deputati, l'anno precedente in una mostra personale alla Biennale di Venezia ha esposto la sua produzione paesaggistica, e lo stesso anno di quest'opera viene nominato insegnante all'Accademia di belle arti di Roma.

## Descrizione dell'opera
L'artista si ritrae a mezzo busto con la mano destra appoggiata sulla tempia, e si mostra contento, appagato da tutte le sue fatiche. Accenna un sorriso, indossa un elegante camicia e cravatta sotto il camice da lavoro. Alle sue spalle, nello studio, troviamo le opere che lo hanno reso celebre, vedute e paesaggi della campagna romana. Di lì a qualche mese l'artista partirà per il fronte dove vivrà una difficile e movimentata esperienza di guerra.

## Storia dell'opera
Nel 1927 il ritratto venne richiesto dalla Galleria degli Uffizi che voleva aggiungerlo alla sua collezione di autoritratti, ma venne donato soltanto nel 1932, dopo la morte del pittore dalla moglie Marga Sevilla. L'opera a partire dal 1973 si trovava esposta fino a qualche anno fa nel Corridoio Vasariano, ad oggi sembra trovarsi negli inventari del museo.